# محمد البلادي
محمد البلادي هو كاتب وإعلامي سعودي، يعمل في الصحافة ويكتب بشكل منتظم في عدد من الصحف والمنصات الإعلامية مثل العين الإخبارية.

## وظيفته
يشغل محمد البلادي منصب مستشار إعلامي وكاتب رأي في صحيفة المدينة السعودية، حيث يكتب مقالات أسبوعية منتظمة منذ عام 2006، تناول فيها موضوعات متنوعة تتعلق بالعمل المؤسسي، والتربية، والمجتمع، والثقافة. كما شغل سابقًا مناصب في المجال التربوي، ويترأس حاليًا مجلس إدارة جمعية طيبة الصحية. إلى جانب عمله في صحيفة المدينة، يساهم أيضًا في منصات إعلامية أخرى مثل موقع العربية.نت، حيث تناول في مقالاته عددًا من القضايا الاجتماعية والفكرية، من أبرزها: “أخطر 6 مشاكل يواجهها المتعلمون عن بُعد”، و“كيف تكشف أصحاب الشهادات الوهمية؟.

## مؤلفاته
| الاسم             | دار النشر               | تاريخ النشر | عدد الصفحات | ردمك ISBN            | المصدر            |
| ----------------- | ----------------------- | ----------- | ----------- | -------------------- | ----------------- |
| حتى لا تكن نصفاً   | دار مداد للنشر والتوزيع | 2017        | 127         | (ردمك 9789948026396) | [ 6 ] [ 7 ] [ 8 ] |
| كيف تعيش 1000 مرة | دار مداد للنشر والتوزيع | 2019        | 160         | (ردمك 9789948388616) | [ 9 ]             |
| حروبنا الاليفة    | دار مداد للنشر والتوزيع | 2020        | 127         |                      | [ 10 ]            |